# Sphaenognathus spinifer
Sphaenognathus spinifer es una especie de coleóptero de la familia Lucanidae.

## Distribución geográfica
Habita en Colombia.